# DN19F
DN19F este un drum național cu o lungime de 25 km care face legătura între Apa și Satu Mare cu intersecțiile DN1C și DN19 din județul Satu Mare.